# Fernando Belaúnde Terry
Fernando Belaúnde Terry, né à Lima au Pérou le 7 octobre 1912 et mort dans la même ville le 4 juin 2002, est un architecte et homme d'État péruvien qui est président de la république du Pérou à deux reprises, de 1963 à 1968 et de 1980 à 1985. Il fonde le parti Acción Popular.

## Jeunes années
Fernando Belaúnde Terry est né dans une famille d’ascendance espagnole aisée de Lima.
Pendant la dictature de Augusto B. Leguía y Salcedo, son père Rafael et son oncle Víctor Andrés Belaúnde sont persécutés et la famille est forcée de s’exiler en France en 1924. Fernando y commence des études d’ingénieur.
De 1930 à 1935, Belaúnde étudie l’architecture aux États-Unis, à l’université de Miami (où son père enseigne), puis à partir de 1935 à l’université du Texas à Austin, où il obtient son diplôme d’architecte. Il part pour Mexico travailler comme architecte pendant une courte période, puis il rentre au Pérou en 1936. Il commence sa carrière professionnelle en concevant des habitations. En 1937, il lance la revue El Arquitecto Peruano (L’Architecte péruvien), qui traite d’aménagement intérieur, d’urbanisme et des problèmes du logement auxquels le pays était confronté.
Cela donne lieu à la fondation de l’Association des Architectes du Pérou et de l’Institut d’Urbanisme du Pérou. Belaúnde devient ainsi consultant pour les questions du logement auprès du gouvernement de son pays et à l’étranger. En 1943, Belaúnde commence à enseigner l’architecture et l’urbanisme à l’université catholique de Lima et est par la suite doyen du département d’ingénierie civile et d’architecture. Belaúnde dirige la construction de la faculté d’architecture de l’Universidad Nacional de Ingeniería en 1955.

## Carrière politique

### 1944-1963
Fernando Belaúnde Terry commence sa carrière politique en participant à la création du Front National Démocratique en 1944, dont il est député de 1945 à 1948, et qui mène au pouvoir José Bustamante y Rivero jusqu’au coup d’État du général Manuel Odría en 1948.
Belaúnde revient en politique en 1956, à l'occasion de nouvelles élections à la demande d’étudiants réformistes, dont certains ont été ses élèves, regroupés au sein de l’organisation Front National des Jeunes Démocrates.
Il devient célèbre le 1er juin, après le refus de sa candidature aux élections, à la tête d’une grande manifestation appelée « manguerazo » à cause des canons à eau employés par la police. La confrontation risquant de tourner à l’émeute, Belaúnde fait montre d’un don pour les gestes symboliques qui le servira tout au long de sa carrière politique, calmant la foule et s’élançant avec un drapeau péruvien dans l’espace séparant les manifestants de la police. Il remet alors un ultimatum au chef de la police, demandant que sa candidature soit validée. Le gouvernement doit accepter, et l’image choc de Belaúnde marchant avec le drapeau est reprise le jour suivant par le magazine Caretas, dans un article titré « Así nacen los lideres » (Ainsi naissent les leaders).
Il se présente donc, mais sans succès, à l’élection présidentielle et fonde dans la foulée le parti d'opposition Acción Popular, au nom duquel il parcourt le pays.
En 1959, le gouvernement Prado refuse d’autoriser la convention annuelle du parti Acción Popular. Belaúnde passe outre, le gouvernement l’arrête et l’emprisonne dans la prison El Frontón dans les faubourgs de Lima. Il y passe douze jours, au cours desquels il échoue dans une tentative d’évasion à la nage. Sous la pression de l’opinion, le gouvernement doit le libérer et renoncer à ses poursuites.
À la tête de son parti, il arrive deuxième à l’élection présidentielle de 1962, derrière le candidat de l’Alliance populaire révolutionnaire américaine Víctor Raúl Haya de la Torre. Mais aucun des candidats ne dispose du tiers des voix nécessaire pour l’emporter. La désignation du président revient au Congrès. Haya de la Torre conclut une alliance avec l’ancien dictateur Odría grâce à laquelle ce dernier obtient la présidence. Un gouvernement de coalition doit être formé, mais l’armée péruvienne intervient sur des soupçons de fraude électorale, et dépose Prado et installe une junte militaire conduite par Ricardo Pérez Godoy. Godoy convoque de nouvelles élections en 1963.

### Premier mandat présidentiel

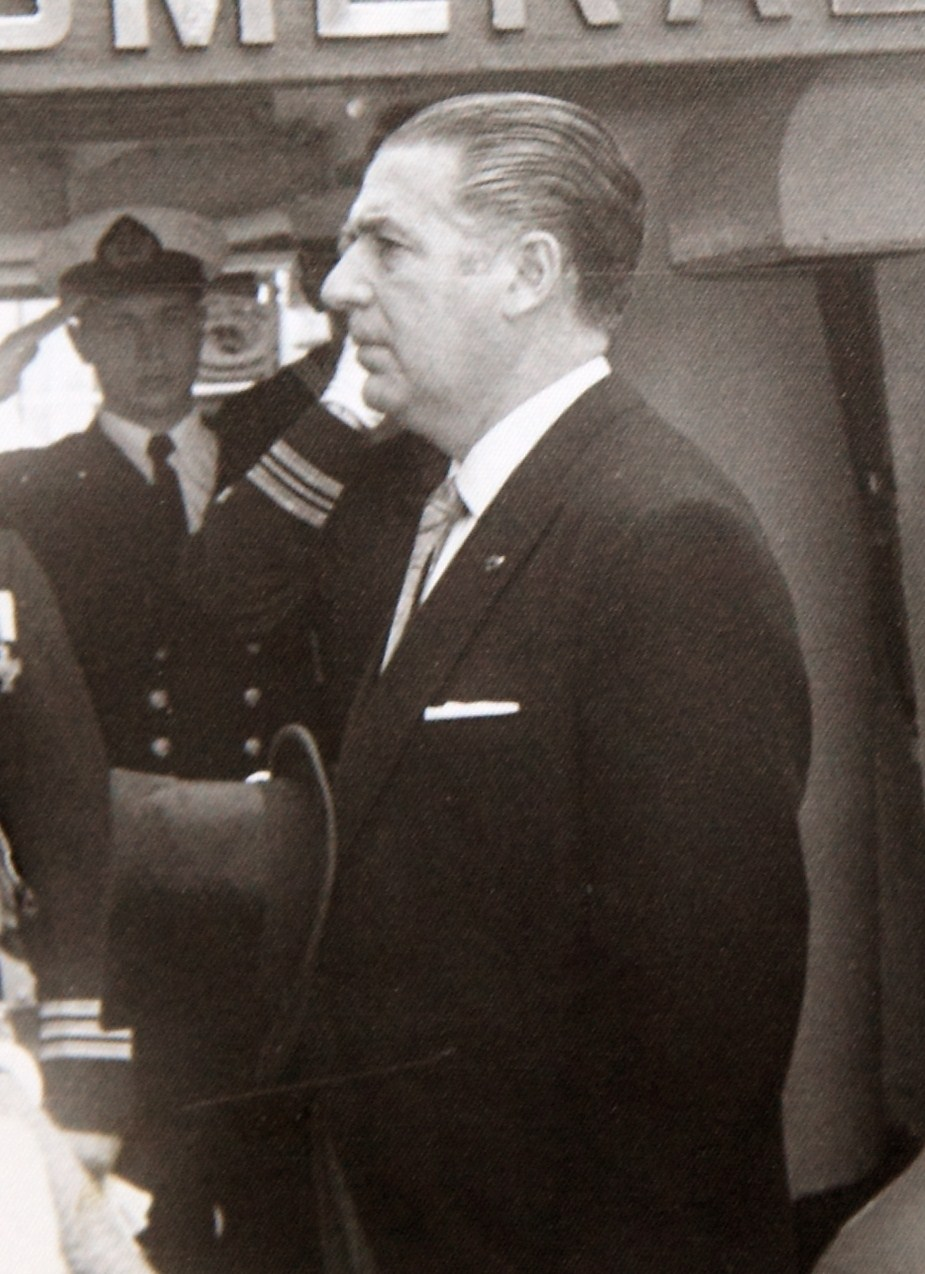
Belaúnde Terry, président du Pérou.

En 1963, Belaúnde remporte ces élections grâce à son alliance avec les démocrates-chrétiens et avec l’appui officieux du Parti communiste. Mais il ne dispose pas de la majorité au Congrès de la République, où la coalition Alliance populaire révolutionnaire américaine - Unión Nacional Odriísta gêne son travail. Il suit une politique modérée et lance de timides réformes qui ne satisfont ni les classes populaires ni la bourgeoisie.
Belaúnde défend une doctrine intitulée "La conquête du Pérou par les Péruviens", qui encourageait l'exploitation des ressources de la forêt amazonienne et d'autres régions périphériques du Pérou par la conquête des peuples indigènes, affirmant que "ce n'est qu'en tournant notre regard vers l'intérieur et en conquérant notre nature sauvage comme les États-Unis l'ont fait autrefois que l'Amérique du Sud parviendra enfin à un véritable développement". En 1964, le gouvernement Belaúnde a attaqué les Matsés avec les forces armées péruviennes et des avions de chasse américains qui ont largué du napalm sur les groupes indigènes armés d'arcs et de flèches, tuant des centaines de personnes.
Il lance de nombreux projets de développement. Notamment la Carretera Marginal de la Selva, une route reliant Chiclayo sur le Pacifique à des régions alors isolées de la selva du Nord du Pérou, Amazonas et San Martín. Il donne également une nouvelle impulsion aux projets d’irrigation de Santiago Antunez de Mayolo et Chira Piura, et les projets hydroélectriques de Tinajones, Jequetepeque, Majes, Chavimochic, Olmos, Chinecas. Belaúnde supervise la fondation de la Banque du Pérou (Banco de la Nación). Pour soulager la pauvreté, il lance un programme de logements sociaux à Lima et dans d’autres villes. Cependant son administration est critiquée pour sa politique économique malheureuse, le sol est fortement dévalué en 1967.
Pendant son mandat, des soulèvements de paysans et des débuts de guérilla sont réprimés par l’armée. En 1967, ses alliés démocrates-chrétiens l'abandonnent.
En août 1968, l’administration Belaúnde annonce l’engagement d’une procédure de longue haleine avec une filiale de la compagnie pétrolière Standard Oil of New Jersey pour la restitution des riches gisements de pétrole de La Brea et de Pariñas. La décision de Belaúnde d’indemniser la Standard Oil en échange de leur restitution au Pérou sème l’émoi et contraint son cabinet à démissionner le 1er octobre.
Le malaise s’accroît quand il s’avère que le texte d’accord communiqué à la presse par Belaúnde est amputé de la onzième et dernière page. La page onze manquante devient une « affaire » et est montrée à la télévision. On y voit le montant de la contribution que Belaúnde a promis de payer. Plusieurs jours après, Belaúnde est destitué par un coup d’État militaire. Son successeur, le général Juan Velasco Alvarado annonce plusieurs jours après que les militaires se sont emparés des champs pétrolifères de La Brea et de Pariñas. Belaúnde est envoyé en exil en Argentine.

### Deuxième mandat présidentiel

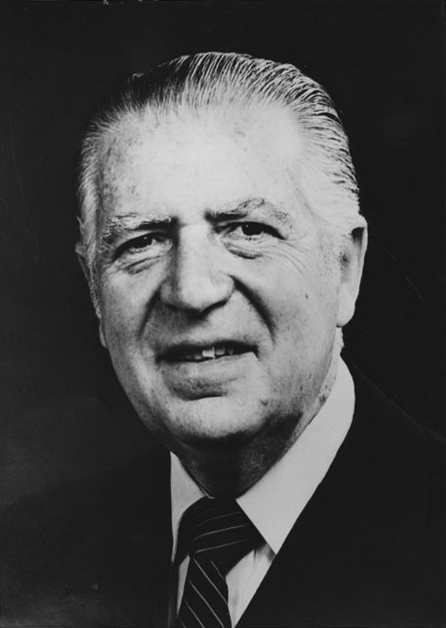
Portrait officiel du président Belaúnde Terry en 1980.

Incapable de contrôler le pays, le gouvernement de Francisco Morales Bermúdez Cerruti promet de nouvelles élections en 1980. Belaúnde est autorisé à rentrer d’exil et à présenter sa candidature à la présidence. Soutenu par une grande partie de l’électorat, et avec l’Alliance populaire révolutionnaire américaine en proie à des divisions, il revient au pouvoir en 1980 dans le cadre d’une nouvelle constitution promulguée en 1979 (qui a remplacé la Constitution de 1933).
Une des premières mesures du Président est de rendre à leurs propriétaires les journaux confisqués. La liberté d'expression est ainsi rétablie. Peu à peu, il tente de revenir en partie sur la réforme agraire de Velasco, et opère un rapprochement avec les États-Unis. Il applique une politique économique libérale.
Après un début prometteur, la popularité de Belaúnde s’érode avec l’inflation, la crise économique, et le terrorisme : le revenu par habitant baisse, la dette extérieure du Pérou explose, et les violences perpétrées par les groupes rebelles d’extrême gauche (principalement le Sentier lumineux) ne cessent d’augmenter.
Dans le même temps, de fréquents scandales affectent l'image de son administration : des députés de son parti, voire des ministres, sont compromis dans des scandales touchant au trafic de la cocaïne, à la contrebande ou à l’acceptation de pots-de-vin.
En 1981, un conflit éclate avec l’Équateur. Cette même année, en octobre, il nomme Luis Cisneros Vizquerra ministre de la Guerre.
Quand éclate en 1982 la Guerre des Malouines entre l’Argentine et le Royaume-Uni, Belaúnde annonce que « le Pérou est prêt à aider l’Argentine avec tous les moyens nécessaires », notamment avec des avions de combat de l’Armée de l'air péruvienne, des navires et des équipes médicales. Le gouvernement de Belaúnde propose un plan de paix entre les deux pays, mais les Britanniques le rejettent et attaquent les forces argentines déployées aux Malouines. Comme le Chili soutient le Royaume-Uni, Belaúnde appelle à l’unité latino-américaine.
Il reprend les projets de développement planifié pendant son premier mandat, notamment la fin de la construction de la Carretera Marginal de la Selva qui est considérée comme sa plus grande contribution.
Belaúnde ne prête guerre attention aux actions du Sentier lumineux. Les mouvements rebelles étaient déjà actifs lors de son premier mandat, mais sans beaucoup de soutien. Des représentants de l’État et des rebelles sont accusés par la suite de violations des Droits de l'homme, et l’état d’urgence est institué dans les régions d’Ayacucho et Apurímac.

### Acción Popular perd le pouvoir
Aux élections générales de 1985, le parti Acción Popular est battu par le candidat de l’Alliance populaire révolutionnaire américaine Alan García. Belaúnde devient sénateur à vie comme tout ancien président jusqu’à ce que la Constitution de 1993 supprime le sénat.
En 1990, il soutient Mario Vargas Llosa, candidat à la présidence face à Alberto Fujimori. Par la suite, il cesse de participer activement au jeu politique, tout en restant considéré comme un leader d’opinion et en restant secrétaire général de son parti jusqu’en août 2001. Il succombe à une attaque cérébrale en juin 2002.
Il était reconnu pour son intégrité et pour son dévouement à la démocratie. Selon un sondage du 13 janvier 2006, il est le président le plus apprécié des Péruviens (70 %).